# Barrage d'Altash
 (octobre 2024).
Le contenu est difficilement compréhensible vu les erreurs de traduction, qui sont peut-être dues à l'utilisation d'un logiciel de traduction automatique.
Le projet de conservation des eaux d'Altash(en chinois : 阿尔塔什水利枢纽工程), également appelé barrage d'Altash est le plus grand projet de conservation de l'eau du Xinjiang. Le barrage d'Altash est situé dans le cours supérieur de la rivière Yarkant et au cœur des montagnes Kunlun, en région autonome ouïgoure. Il est parfois surnommé « barrage des Trois Gorges du Xinjiang » par certains experts chinois.

## Historique
En 2006, les travaux préliminaires du projet de conservation des eaux d'Aritash débutent. Le 10 octobre 2011, la construction a officiellement commencé.
Le 29 mai 2020, les travaux principaux sur le barrage sont achevés.

## Caractéristiques
Il s'agit d'un barrage en enrochement de sable et de gravier avec un parement en béton. La hauteur maximale atteinte par l'ouvrage est de 164,8 mètres. Sa longueur totale est de 795,00 mètres. Sa hauteur de crête est de 1825,80 mètres, avec une largeur de crête de 12 mètres. La capacité de remplissage du réservoir est d'environ 25 millions de mètres cubes.
Le barrage a été construit sur une couche profonde afin d'avoir une intensité de fortification sismique élevée (résistance à des séismes de magnitude 9). Des contrôles de qualité ont été réalisés lors de la construction et du remplissage du barrage. Pour cela, l'équipement chinois de positionnement de haute précision Beidou, combiné au système différentiel RTK, a été utilisé pour réaliser une surveillance intelligente en temps réel par laminage, de manière dynamique et avec précision.
Le barrage d'Altash est équipé d'une centrale hydroélectrique. La capacité installée est de 755 MW. Quatre turbines de 175 MW sont associées à deux turbines de 27,5 MW.
La production annuelle d'électricité prévue est estimée à 2,19 milliards de kilowattheures.

## Rôle du barrage
La rivière Yarkand joue un rôle crucial dans l’agriculture et le développement de Tashkurgan, au Xinjiang. Cependant, elle provoque des inondations, qui endommagent gravement les récoltes, les routes et les infrastructures. Le projet de conservation des eaux d'Altash a pour objectif de contrôler le cours supérieur de la rivière Yarkand et de lutter contre les inondations. L'ouvrage est conçu pour résister à des inondations d'une période de retour de 200 ans.
Une centrale électrique est également installée afin de produire de l'énergie bas carbone.